# Династия Мухаммада Али

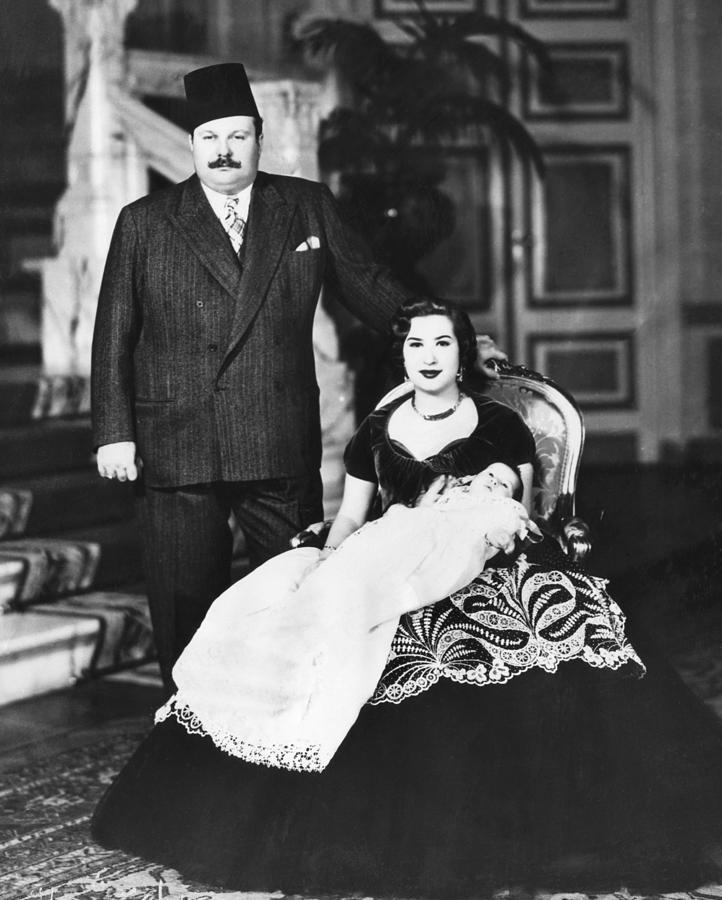
Король Фарук I вместе с женой и наследным принцем Фуадом (1952)

Дина́стия Мухамме́да Али́ (араб. أسرة محمد علي‎, тур. Mehmet Ali Paşa Hanedanı) — династия египетских правителей, правившая в 1805—1953 годах. Основатель — Мухаммед Али Египетский.
Мухаммед Али, основатель династии, родился в 1769 году в албанской семье в Кавале (Македония). О ранних годах рассказывают по-разному. По версии, изложенной в Британике, его отец был агой и мелким землевладельцем, а Н. Н. Муравьёв-Карский писал, что отец Мухаммеда служил военным чиновником у правителя Кавалы и имел одиннадцать сыновей, младшим из которых был Мухаммед.

## История
Вали

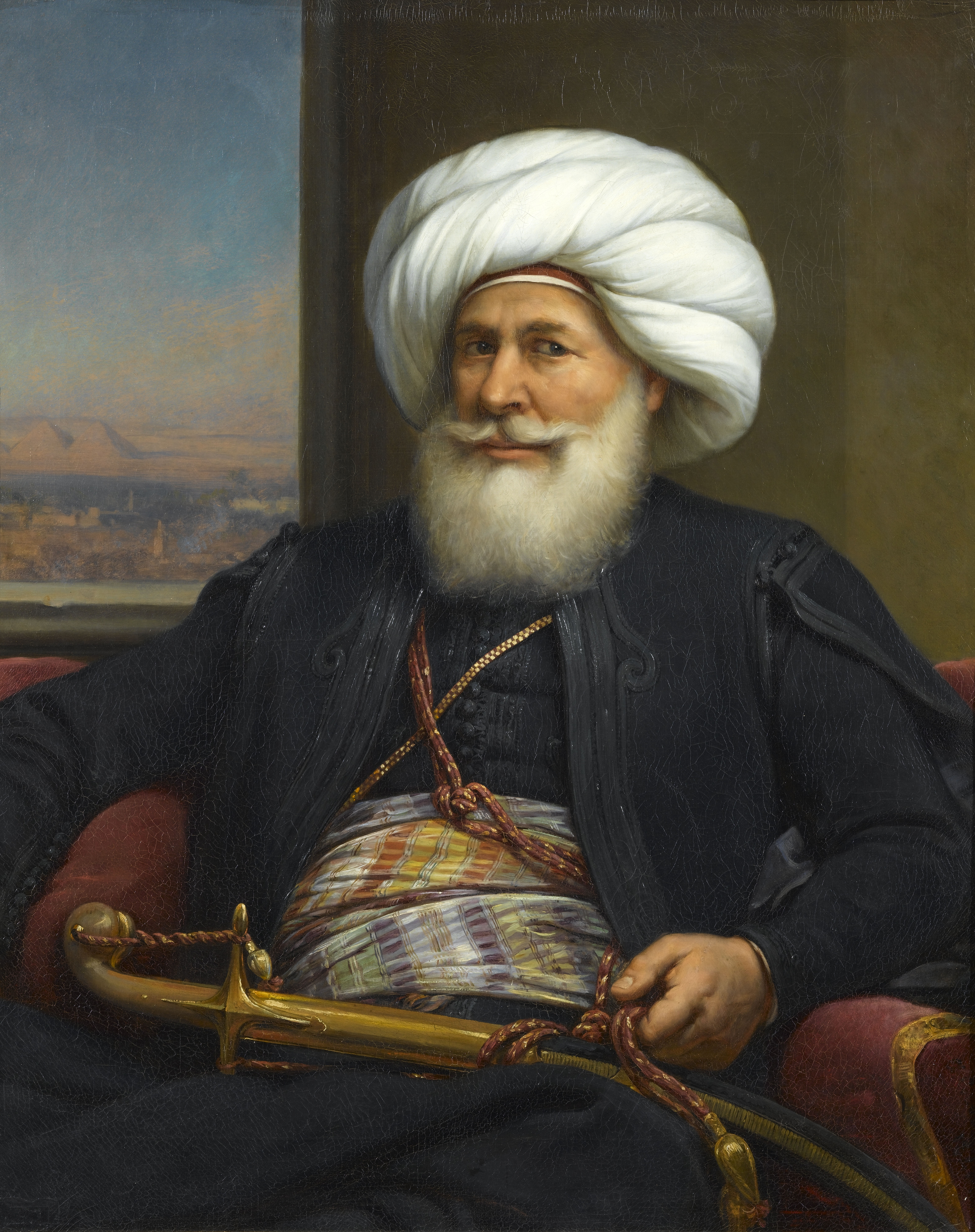
Мухаммед Али Египетский

В 1805 году Мухаммад Али вынудил турецкого султана признать его в качестве наместника Египта. За годы своего правления он провёл в стране глубокие реформы. Модернизация экономики, реорганизация армии и другие перемены потребовали огромных средств и Мухаммаду Али и его преемникам пришлось брать в долг.
Хедивы
В 1876 году Египет оказался под контролем кредиторов и фактически превратился в английскую колонию. Официально власть находилась у хедива и кабинета его министров, но реальная власть была в руках английского генерального резидента.
Султанат
В декабре 1914 года министерство иностранных дел Великобритании объявило о том, что Египет переходит под английский протекторат. 19 декабря англичане низложили хедива Аббаса II, который в то время находился в Стамбуле. Власть перешла его дяде Хусайну Камилу, который принял титул султана. После смерти Хусайна в 1917 году власть перешла к его младшему брату Ахмеду Фуаду I. Став хедивом, Фуад быстро обрёл поддержку в рядах египетских националистов, которые создали в стране мощное движение за создание независимого египетского государства. Вспыхнувшее в 1919 году восстание было жестоко подавлено, но освободительная борьба не завершилась. В конце 1921 года страну охватило новое восстание, которое заставило правительство Великобритании признать независимость Египта.
Королевство
В апреле 1923 года была принята первая конституция. В соответствии с ней Египет становился конституционным королевством с двухпалатным парламентом. После смерти Фуада I в апреле 1936 года власть в Египте перешла к его сыну Фаруку. Подписанный в августе 1936 года англо-египетский договор расширил суверенитет Египта. В том же году Египет вступил в Лигу наций. В 1940 году итальянские войска вторглись в Египет. После окончания Второй мировой войны в стране начался подъём оппозиционного движения. В ночь с 22 на 23 июля 1952 года организация «Свободные офицеры» захватила власть в Каире, и 26 июля 1952 года король Фарук отрёкся от престола и королём был провозглашён малолетний сын Фарука Ахмед Фуад II. 17 июня 1953 года королевская власть в Египте была ликвидирована, а 18 июня Египет был провозглашён республикой.

## Список правителей династии Мухаммада Али
До 1867 года правители Египта носили титул вали. В 1867 Исмаил-паша принял титул хедива. В 1914 году после смещения Аббаса II его дядя Хусайн Камил принял титул султана. В 1922 году Ахмед Фуад I принял титул короля.
| №  | Имя                | Оригинальное имя  | Годы жизни   | Титул  | Годы правления | Примечания                                               |
| -- | ------------------ | ----------------- | ------------ | ------ | -------------- | -------------------------------------------------------- |
| 1  | Мухаммед Али       | محمد علي باشا     | 1769—1849    | Вали   | 1805—1848      | Основатель династии.                                     |
| 2  | Ибрагим-паша       | إبراهيم باشا      | 1789—1848    | Вали   | 1848—1848      | Сын, соправитель и преемник Мухаммеда Али.               |
| 3  | Аббас I Хильми     | عباس حلمي الأول   | 1813—1854    | Вали   | 1848—1854      | Сын принца Тусуна-паши (1794—1816) и внук Мухаммеда Али. |
| 4  | Мухаммед Саид-паша | محمد سعيد باش     | 1822—1863    | Вали   | 1854—1863      | Сын Мухаммеда Али.                                       |
| 5  | Исмаил-паша        | الخديوي إسماعيل   | 1830—1895    | Вали   | 1863—1867      | Сын Ибрагима-паши. В 1867 году принял титул хедива.      |
| 5  | Исмаил-паша        | الخديوي إسماعيل   | 1830—1895    | Хедив  | 1867—1879      | Сын Ибрагима-паши. В 1867 году принял титул хедива.      |
| 6  | Тауфик-паша        | الخديوي توفيق     | 1852—1892    | Хедив  | 1879—1892      | Сын Исмаила-паши.                                        |
| 7  | Аббас II Хильми    | عباس حلمي الثاني  | 1874—1944    | Хедив  | 1892—1914      | Сын Тауфика-паши.                                        |
| 8  | Хусейн Камиль      | السلطان حسين كامل | 1853—1917    | Султан | 1914—1917      | Сын Исмаила-паши. Принял титул султана.                  |
| 9  | Ахмед Фуад I       | فؤاد الأول        | 1868—1936    | Султан | 1917—1922      | Сын Исмаила-паши. В 1922 году принял титул короля.       |
| 9  | Ахмед Фуад I       | فؤاد الأول        | 1868—1936    | Малик  | 1922—1936      | Сын Исмаила-паши. В 1922 году принял титул короля.       |
| 10 | Фарук I            | فاروق الأول       | 1920—1965    | Малик  | 1936—1952      | Сын Ахмеда Фуада I.                                      |
| 11 | Ахмед Фуад II      | الملك فؤاد الثاني | 1952 — н. в. | Малик  | 1952—1953      | Сын Фарука I. В 1953 году установлена республика.        |

## Благотворительность
В 1909 году было открыто Благотворительное общество Мухаммада Али, которое работало как благотворительная женская организация и до 1964 года патронировало сеть больниц в Египте.